# Санта Луча (Падова)
Санта Луча је насеље у Италији у округу Падова, региону Венето.
Према процени из 2011. у насељу је живело 118 становника. Насеље се налази на надморској висини од 108 м.